# Corte por plasma

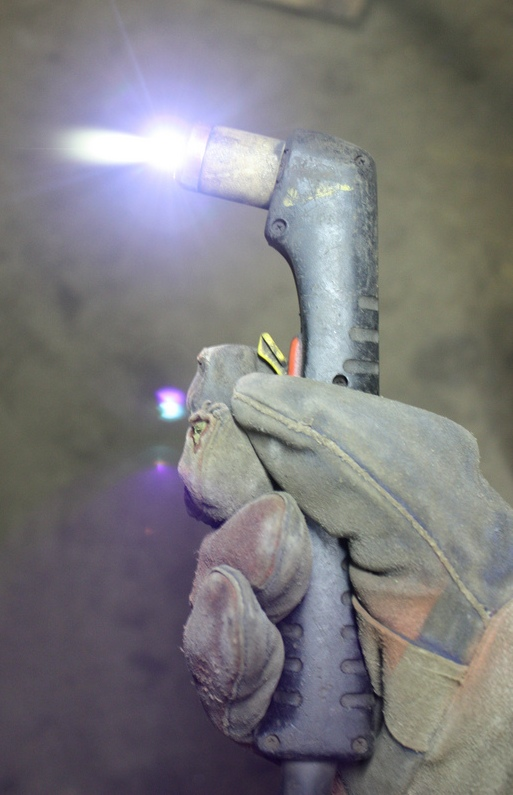
Antorcha para el corte por plasma

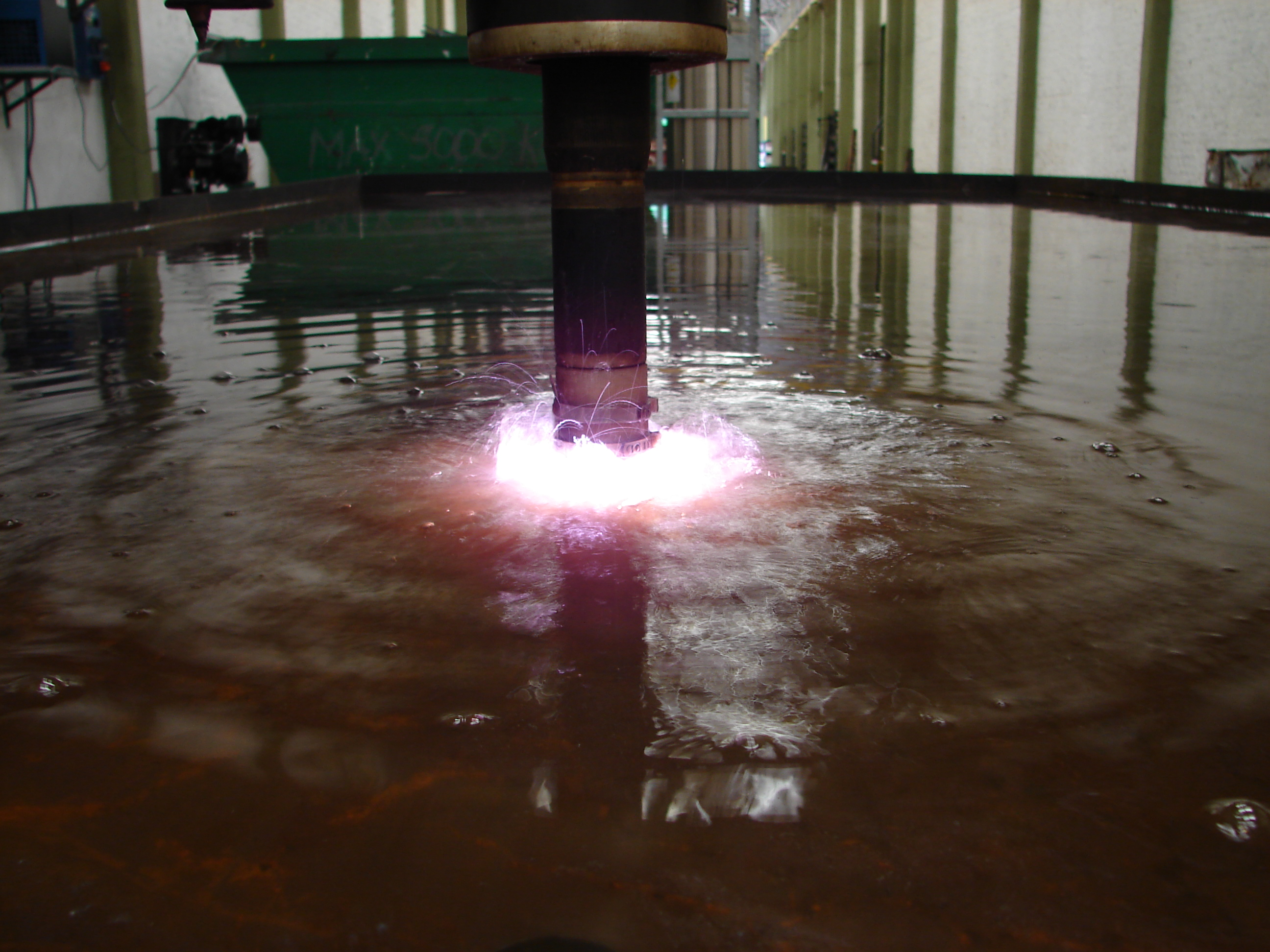
Proceso de corte por plasma

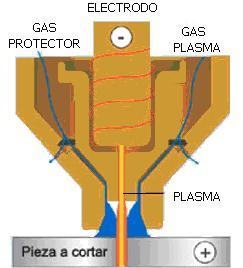
boquilla para la formación de gas ionizado

El fundamento del corte por plasma se basa en elevar la temperatura del material a cortar de una forma muy localizada y por encima de los 20 000 °C, llevando el gas utilizado hasta el cuarto estado de la materia, el plasma, estado en el que los electrones se disocian del átomo y el gas se ioniza (se vuelve conductor).
El procedimiento consiste en provocar un arco eléctrico estrangulado a través de la sección de la boquilla del soplete, sumamente pequeña, lo que concentra extraordinariamente la energía cinética del gas empleado, ionizándolo, y por polaridad adquiere la propiedad de cortar.
Resumiendo, el corte por plasma se basa en la acción térmica y mecánica de un chorro de gas calentado por un arco eléctrico de corriente continua establecido entre un electrodo ubicado en la antorcha y la pieza a mecanizar. El chorro de plasma lanzado contra la pieza penetra la totalidad del espesor a cortar, fundiendo y expulsando el material.
La ventaja principal de este sistema radica en su reducido riesgo de deformaciones debido a la compactación calorífica de la zona de corte. También es valorable la economía de los gases aplicables, ya que a priori es viable cualquiera, si bien es cierto que no debe de atacar al electrodo ni a la pieza.
No es recomendable el uso de la cortadora de plasma en piezas pequeñas debido a que la temperatura es tan elevada que la pieza llega a deformarse.
La tecnología de uniones de piezas metálicas por arco eléctrico vio sus éxitos en 1930 al construir un barco totalmente soldado en Carolina del Sur en Estados Unidos. Años después se introdujeron mejoras en el proceso como corriente alterna y se utilizó protección como fundente granulado.
En los años 40 se introdujo el primer proceso con protección gaseosa empleando un electrodo no consumible de wolframio y helio como gas protector, recibió el nombre de TIG (Tungsten Inert Gas).
En 1954, científicos descubren que al aumentar el flujo del gas y reducir la abertura de la boquilla utilizada en la soldadura TIG, se obtiene un chorro de plasma. Este chorro es capaz de cortar metales, lo que dio lugar al proceso de corte por plasma conocido hoy en día.

## Fundamentos físico-químicos
En la naturaleza podemos encontrar materia en forma sólida, líquida o gaseosa, el plasma es el cuarto estado de la materia.
A muy elevadas temperaturas, los electrones tienen suficiente energía como para escapar de su órbita alrededor del núcleo del átomo, generándose con ello iones de carga positiva.
El plasma es el estado en el que se encuentran las estrellas por su elevada temperatura. En la atmósfera terrestre solo podemos conseguir el plasma por medios artificiales.
Al calentar un gas a temperaturas del orden de 50 000 °C los átomos pierden electrones. Estos electrones libres se colocan en los núcleos que han perdido sus propios electrones, convirtiéndose así en iones. De esta forma el gas se convierte en plasma y por consecuencia tendremos un conductor eléctrico gaseoso con alta densidad de energía.

## Características del proceso
Esta moderna tecnología es aplicable para el corte de cualquier material metálico conductor, y más especialmente en acero estructural, inoxidables y metales no férricos. 
El corte por plasma puede ser un proceso complementario para trabajos especiales, como pueden ser la producción de pequeñas series, la consecución de tolerancias muy ajustadas o la mejora de acabados.
También se produce una baja afectación térmica del material gracias a la alta concentración energética del arco-plasma. 
El comienzo del corte es prácticamente instantáneo y produce una deformación mínima de la pieza.
Este proceso permite mecanizar a altas velocidades de corte y produce menos tiempos muertos, (no se necesita precalentamiento para la perforación). 
Permite espesores de corte de 0.5 a 160 milímetros, con unidades de plasma de hasta 1000 amperios.
El corte por plasma también posibilita mecanizados en acero estructural con posibilidad de biselados hasta en 30 milímetros.
Una de las características más reseñables es que se consiguen cortes de alta calidad y muy buen acabado.....

## Equipo necesario

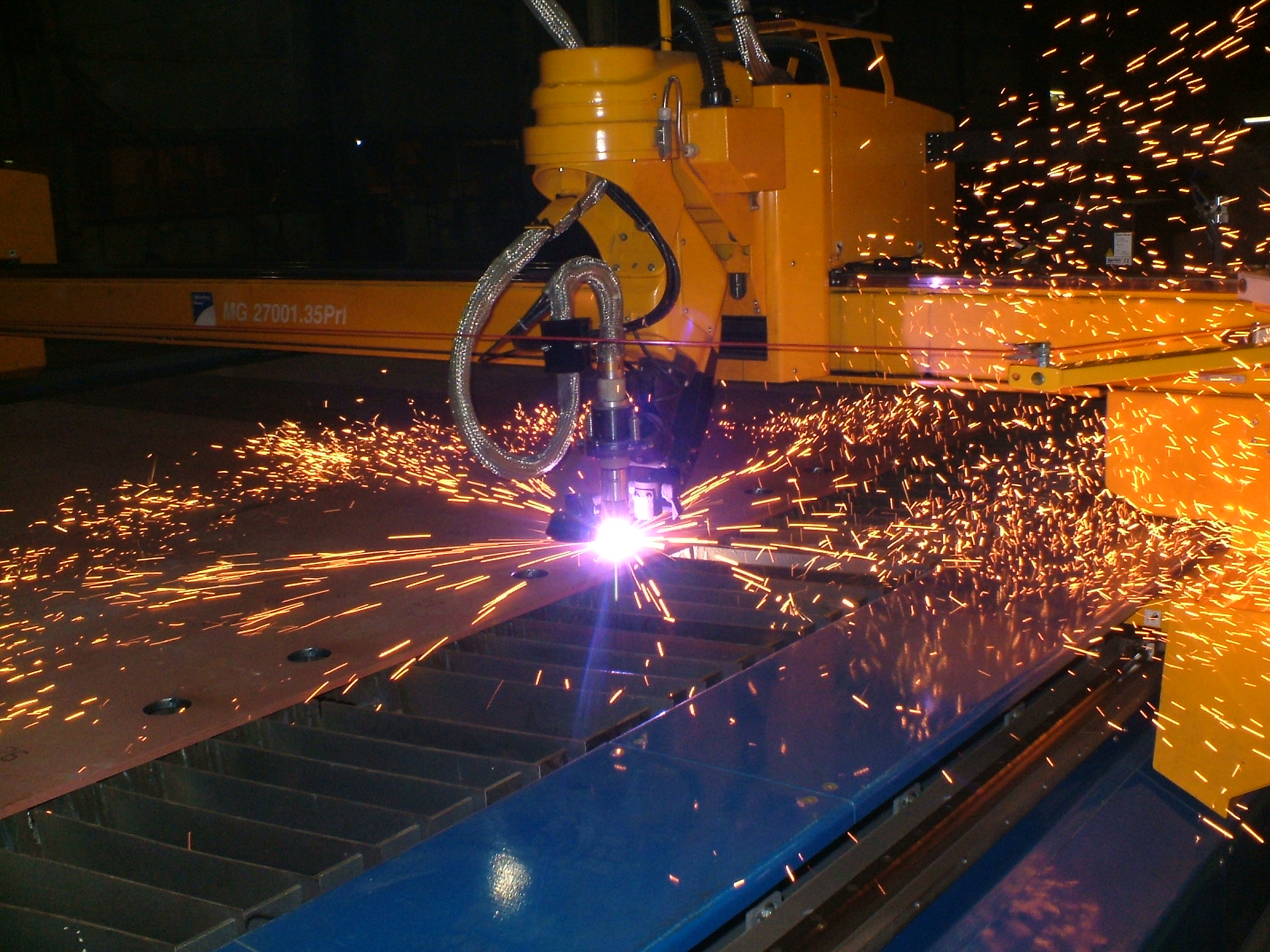
Corte por plasma mediante centro de mecanizado CNC.

El equipo necesario para aportar esta energía consiste en un generador de alta frecuencia alimentado por energía eléctrica, gas para generar la llama de calentamiento, y que más tarde se ionizará (argón, hidrógeno, nitrógeno), un electrodo y portaelectrodo que dependiendo del gas puede ser de wolframio, hafnio o circonio, y por supuesto la pieza a mecanizar.

## Variables del proceso
Las variables del proceso son:
- Gases empleados.
- El caudal y la presión de los mismos.
- Distancia boquilla pieza.
- Velocidad del corte.
- Energía empleada o intensidad del arco.

Las variables como el caudal, la presión del gas-plasma, la distancia boquilla-pieza y la velocidad del corte se pueden ajustar en las máquinas de corte por plasma existentes en el mercado según cada pieza a cortar. Su calidad varía en función del control de esos parámetros para conseguir mejor acabado de las piezas y mayor productividad.

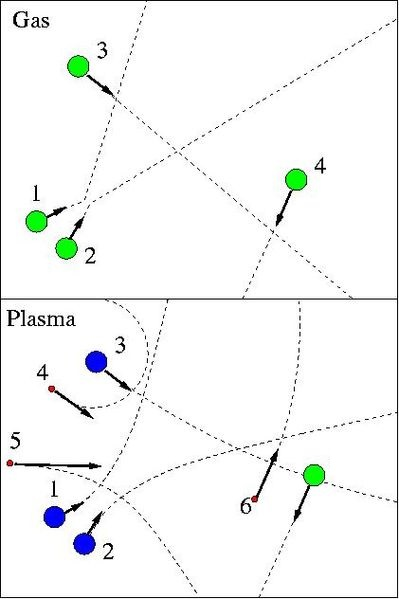
Dinámica de partículas en el gas y en el plasma. Átomos neutros en verde, iones positivos en azul y electrones en rojo.

### Gas-plasma
Los principales gases que se utilizan como gases plasmágenos son, argón, nitrógeno y aire, o mezcla de estos gases, en general se utiliza el nitrógeno por su mejor comportamiento respecto a la calidad del corte y garantiza una durabilidad de la boquilla.
El chorro del gas–plasma utilizado en el proceso se compone de dos zonas:
- Zona envolvente, que es una capa anular fría sin ionizar que envuelve la zona central. Al ser fría conseguimos refrigerar la boquilla, aislarla eléctricamente y confinar el arco de la región de la columna-plasma.

- La zona central, que se compone por dos capas, una periférica constituida por un anillo de gas caliente no suficientemente conductor y la columna de plasma o el núcleo donde el gas-plasma presenta su más alta conductividad térmica, la mayor densidad de partículas ionizadas y las más altas temperaturas, entre 10 000 y 30 000 °C.

### Arco eléctrico
El arco generado en el proceso de corte por plasma se denomina arco transferido. Como su propio nombre lo indica, el arco se genera en una zona y es transferido a otra. 
¿Cómo?
Por medio de un generador de alta frecuencia conseguimos generar un arco entre el electrodo y la boquilla, este arco calienta el gas plasmágeno que hay en su alrededor y lo ioniza estableciendo un arco-plasma. 
Gracias a la conductividad eléctrica es transferido hasta la zona de corte, mientras que el arco generado inicialmente, denominado arco piloto, se apaga automáticamente.
Una vez el arco-plasma está establecido, la pieza se carga positivamente mientras el electrodo se carga negativamente, lo que hace mantener el arco-plasma y cortar la pieza.
En ocasiones podemos generar el arco-plasma acercando la boquilla a la pieza. Este arco se denomina 'arco no transferido' y se genera entre el electrodo y la boquilla que está conectada al lado positivo de la fuente de corriente a través de una resistencia. 
Este tipo de arco se emplea más en procesos de soldadura.

## Tipos de corte por plasma

### Corte por plasma por aire
En el año 1963 se introduce el corte por plasma por aire. El oxígeno del aire aumenta las velocidades de corte en un 25 por ciento en relación con el corte tradicional por plasma seco, sin embargo, también conlleva una superficie de corte muy oxidada y una rápida erosión del electrodo que está dentro de la boquilla de corte.

### Corte con inyección de agua
En 1968, Thermal dynamics, inventa el corte con inyección de agua, un proceso que implicaba inyectar radialmente agua en la boquilla. El resultado final fue corte mejor y más rápido, así como con menos escoria. Este proceso también utiliza como gas nitrógeno pero como protector utiliza una capa de agua.

### Corte con inyección de oxígeno
En 1983 se desarrolla una nueva técnica que implica la utilización de oxígeno como gas de corte y la introducción de agua por la punta de la boquilla. Este proceso denominado “corte por plasma con inyección de oxígeno” ayuda a solucionar los problemas del rápido deterioro de los electrodos y la oxidación del metal.

### Corte con doble flujo
Este es el sistema convencional o estándar, de alta velocidad que utiliza como gas-plasma nitrógeno y como gas protector puede emplearse dióxido de carbono o bien oxígeno.

## Ventajas respecto al proceso de oxicorte

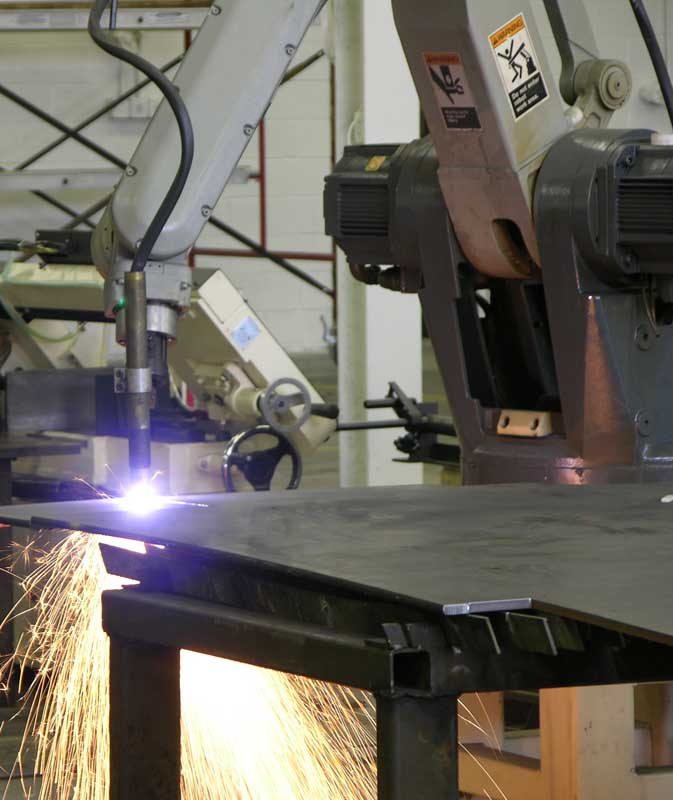
Robot realizando una aplicación de corte por plasma.

El corte con plasma a diferencia del oxicorte, tiene un espectro de aplicación sobre materiales más amplio. 
Su costo operativo es sensiblemente inferior al oxicorte y la facilidad de su operación hace posible trabajar en corte manual con plantillas de chapa con un acabado de la pieza prácticamente definitivo.
Especialmente se puede destacar la versatilidad para cortar metales de espesores delgados, lo cual con oxicorte no sería posible.
Otras desventajas del oxicorte son la baja calidad de corte y el efecto negativo sobre la estructura molecular, al verse afectada por las altas temperaturas y metales ferrosos al cromo-níquel (aceros inoxidables), además del aluminio y el cobre. 
Adicionalmente, el corte con plasma es un proceso que brinda mayor productividad toda vez que la velocidad de corte es mayor, dependiendo del espesor del material hasta 6 veces mayor, lo cual entrega una razón de coste-beneficio mejor que el oxicorte.
Además, con el corte por plasma conseguimos una mayor precisión y limpieza en la zona de corte que con el oxicorte convencional.
la desventaja es que el plasma está muy limitado al espesor del material a cortar ya que en la actualidad un plasma manual corta hasta una pulgada mientras que mecanizado se reduce a 3/4" y el oxicorte es capaz de cortar hasta 12" de espesor

### Vídeo externo
- [http://www.youtube.com/watch?v=zSlqlOIkvmE&list=UUvSKfUl0Gp8hqUPD3PAvn0Q&index=5&feature=plcp Muestra de plasm

- Datos: Q1385316
- Multimedia: Plasma cutters / Q1385316

a corte - Cortando cuchillo y tenedor ]